# Дорожная фреза

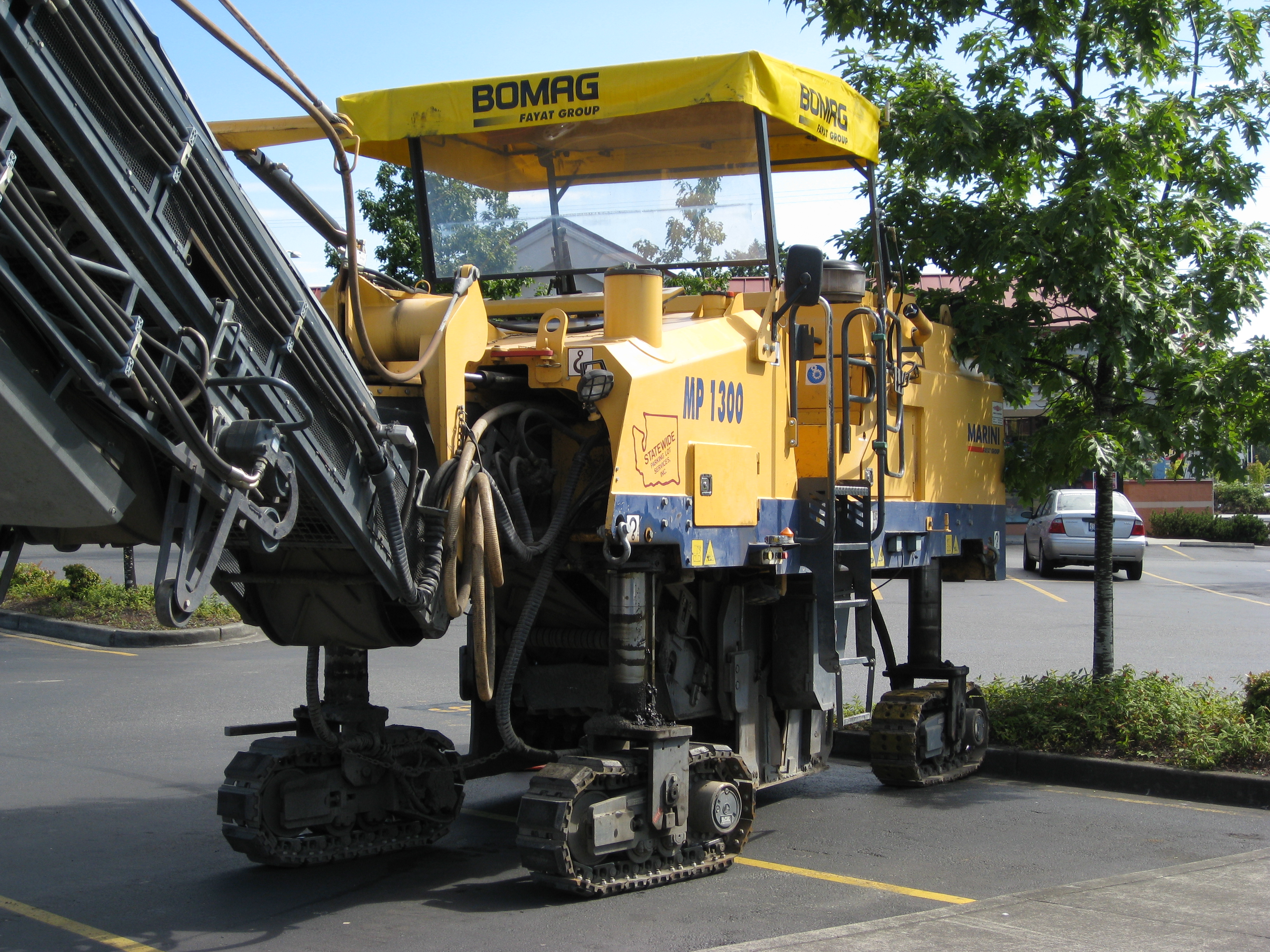
Самоходная гусеничная дорожная фреза BOMAG MP 1300, округ Кинг, Вашингтон.

Дорожная фреза (холодная фреза) — дорожная машина, предназначенная для рыхления и измельчения грунта (в том числе асфальтобетонных покрытий). Делятся на самоходные, навесные и прицепные. Используются для фрезерования (удаления) верхнего слоя дорожных покрытий и, в некоторых случаях, последующего сбора снятого материала для повторного использования. Часто используются при ремонте автомобильных дорог.
Первые дорожные фрезы были созданы компанией Galion Iron Works и напоминали своей формой и размерами грейдер. Вместо ножа на них был установлен фрезеровочный барабан шириной 76 см. Барабан приводился во вращение при помощи крупного гидравлического насоса.
Современные самоходные машины имеют значительно большие размеры (ширина до 2-2,2 м) и часто используют четыре приводные гусеницы, между которыми расположен барабан. Фрезеровочный барабан дополнен забрасывающими лопатками, а машина — системой для сбора снятого материала и конвейером для его погрузки в транспортные средства. Наиболее крупные дорожные фрезы имеют производительность до 13 тыс. м³ в сутки. Глубина фрезерования может достигать 35 см.
Управление дорожной фрезой требует специального обучения. Некоторые современные машины требуют совместной работы двух операторов, один из которых расположен на самой машине и занимается непосредственным управлением, а второй находится на земле рядом с машиной и контролирует глубину фрезерования и наличие препятствий (например, канализационных люков и решеток ливневой канализации).

## Фрезерный барабан
Основным исполнительным инструментом дорожной фрезы является фрезерный барабан. Барабан содержит на своей поверхности подрезные резцедержатели (по краям), множество (несколько сотен) резцедержателей на основной поверхности и некоторое количество забрасывающих лопаток для сбора срезанного материала. В каждый резцедержатель устанавливается при помощи держателя резец, имеющий твердосплавный наконечник.
Делятся в зависимости от количества, размеров и расположения резцов на типы: Стандартные, Профилирующие, Микрофрезерные, Специальные, Стабилизирующие.
Барабаны допускают оперативную замену изношенных резцов.

## Основные производители
Согласно статье «Качество работ дает фреза»
- Bitelli,  Италия
- Caterpillar,  США
- CMJ,  США
- Roadtec,  США
- Weber,  Германия
- Wirtgen,  Германия
- DYNAPAC,  Швеция
- BOMAG,  Германия
- TEREX,  Германия

## Навесные гидравлические дорожные фрезы

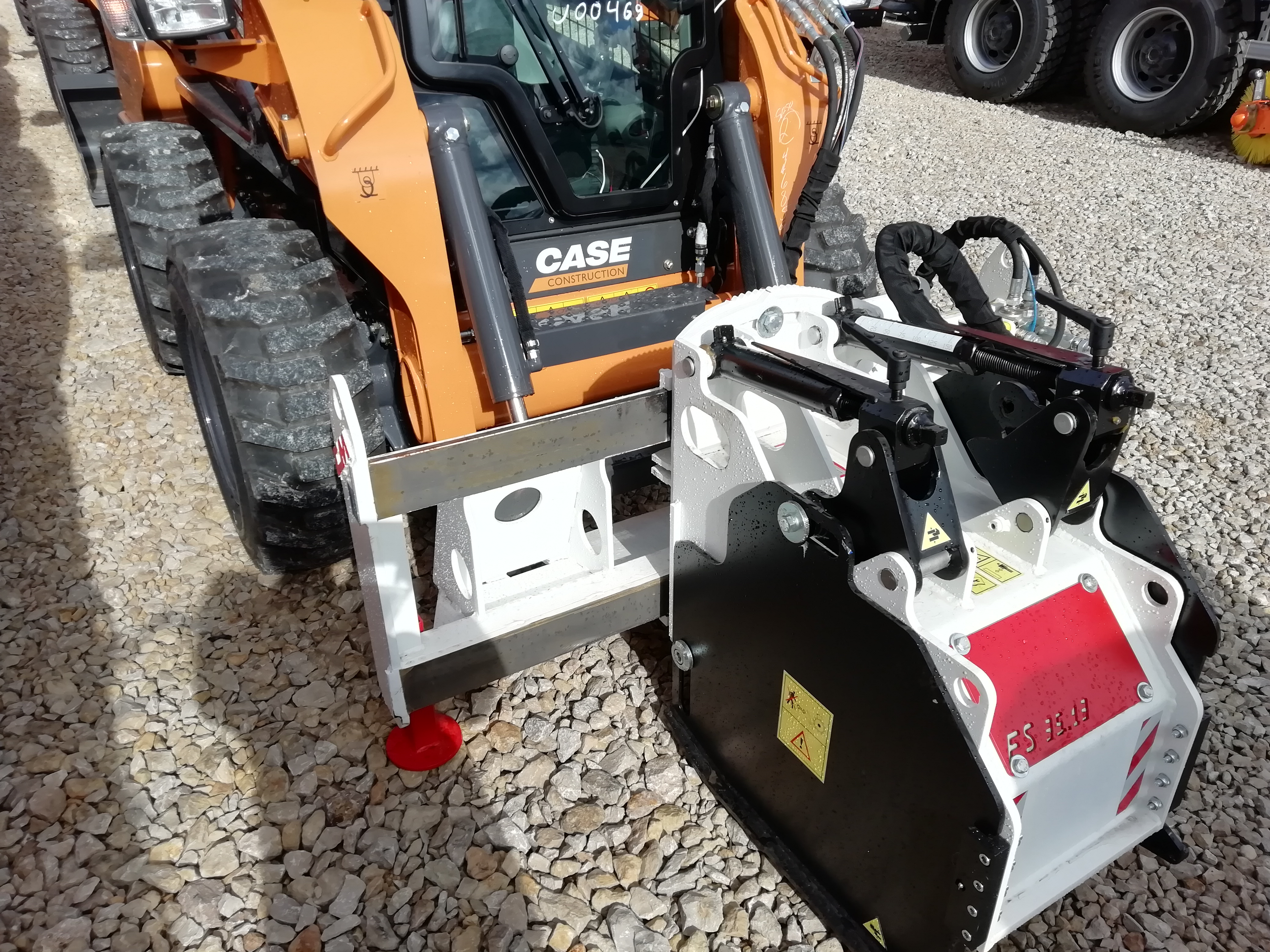
Навесная гидравлическая дорожная фреза на мини-погрузчике

В связи с широким распространением технологии профилирования дорожных покрытий в последнее время стремительно набирает популярность еще одна разновидность дорожных фрез - навесные гидравлические 
дорожные фрезы.  Особенностью данных фрез является тот факт, что это уже не самоходные машины, а гидравлическое навесное оборудование, которое используется в качестве рабочего органа базовой машины. 
Навесные гидравлические фрезы могут эксплуатроваться с такими видами техники как:
- мини-погрузчики
- экскаваторы-погрузчики
- фронтальные погрузчики
- экскаваторы

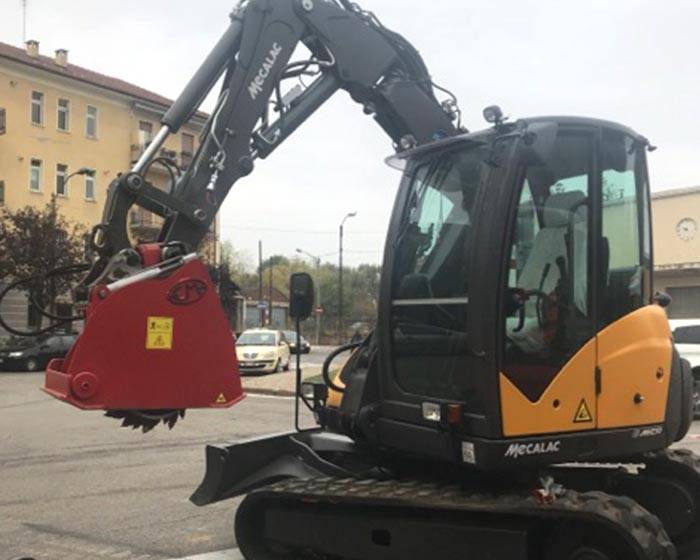
Навесная гидравлическая дорожная фреза на мини-экскаваторе

Стандартная конструкция навесных гидравлических фрез состоит из фрезерного барабана, приводимого в движение гидромотором, и монтажной рамы, предназначенной для крепления дорожной фрезы к базовой машине-носителю. Опционально на такие типы фрез могут устанавливаться барабаны и резцы для профилирования различных типов поверхностей, набор для увлажнения поверхности, состоящий из бака и электрического насоса, опции гидравлического бокового смещения, позволяющие перемещать дорожную фрезу в горизонтальной плоскости при помощи гидроцилиндра, не выходя из кабины (на фрезах некоторых производителей данная функция включена по-умолчанию). Регулировке также могут подвергаться глубина профилирования и наклон фрезерного барабана вправо или влево. Посадочная плита также может заменяться исходя из того, на каком носителе планируется использование фрезы
В зависимости от вида базовой машины для успешного функционирования навесным гидравлическим дорожным фрезам необходим поток гидравлического масла от 30 до 120 л/мин., при этом глубина профилирования у подобных фрез составляет от 130 до 170 мм, а ширина барабана может составлять от 250 до 1000 мм.
Навесные гидравлические дорожные фрезы широко применяются при осуществлении ямочного ремонта там, где применение самоходных дорожных фрез экономически невыгодно, или невозможно в силу габаритов самоходной техники.